# Jan Kooper
Jan Kooper (Arnhem, 1962) is een Nederlandse saxofonist en componist.
Kooper speelde als blazer bij onder andere The Magnificent 7, Doe Maar, BLØF, Anouk en Sister Sledge.
In de jaren tachtig en negentig was hij bandleider van de fusionband Coopertest en lid van The Sinister Project. In 1992 won hij met The Sinister Project de Heineken Crossover Award.
In 1993 kreeg Jan Kooper de Conamus Componisten Prijs. Vanaf 1995 is hij werkzaam als componist voor theaterregisseuse Ola Mafaalani, voor wie hij muziek maakt bij de voorstellingen Ten Liefde, Westkaai, Romeo en Julia, Koopman van Venetie, Medea en La Divina Commedia. Tevens is hij de componist van de film Oogverblindend van regisseur Cyrus Frisch.
Medio 2010 startte Jan Kooper een nieuw project onder de naam King Kooper. Met deze band bracht hij begin 2012 een plaat uit die alleen digitaal (iTunes) en op vinyl verkrijgbaar is.